# Lily Potter
Lily Evans Potter je izmišljen lik iz serije fantazijskih romanov o Harryju Potterju britanske pisateljice J. K. Rowling.
Je žena Jamesa Potterja in mama Harryja Potterja. Bila je zelo nadarjena čarovnica, čeprav je imela nečarovniške starše (bunkeljne). Imela je sestro Petunijo, s katero se je sprla, ko je odšla na Bradvičarko, saj ji je Petunja zavidala. Mrlakenstein jo je nekega dne ubil, saj se mu ni želela umakniti, da bi lahko Harryja nemoteno ubil. V šesti knjigi izvemo, da je Harryja Mrlakenstein želel ubiti zaradi prerokbe.
Lilyjina smrt je Harryju ponudila nepremostljivo zaščito (ljubezen), zaradi katere je kot edini čarovnik v zgodovini preživel kletev smrti.
V času svojega šolanja na Bradavičarki je vse do konca 6. letnika sovražila Jamesa Potterja, s katerim se je kasneje poročila. James je bil zaljubljen v Lily, zato se je ves čas postavljal pred njo in nadlegoval sošolce, da bi ga opazila, kar je le poslabšalo njun že tako slab odnos. V 7. letniku se James spametuje in Lily se počasi zaljubi vanj.
V sedmi knjigi izvemo da sta Robaus Raws in Lily Potter skupaj preživela mladost in da je bil Robaus Raws zaljubljen v Lily. Lily je imela temnordeče lase ter zelene oči in bila zelo lepa. Lily Potter (rojena Evans) se je rodila 30.januarja 1960, umrla pa je 31.oktobra 1981 (Harry je  bil  star 1  leto).